# Bengefélék
A bengefélék (Rhamnaceae) a rózsavirágúak (Rosales) rendjének egy családja. A családba 50-60 nemzetség és 870-900 faj tartozik. Világszerte elterjedt, de főleg a trópusokon és szubtrópusokon élő fák, cserjék. Vannak köztük gyümölcstermők pl. a jujuba (Ziziphus jujuba), gyógynövények pl. a közönséges kutyabenge (Frangula alnus), és dísznövények pl. a krisztustövis (Paliurus spina-cristi).

## Tulajdonságaik
Leveleik egyszerűek, tagolatlanok, hajtásaik jellegzetesen ágtövisesek. Virágaik sugaras szimmetriájúak, aprók. 5 (néha 4) szirmuk zöldessárga, csészeleveleik száma is 5 (néha 4). Magházuk közép- vagy alsóállású. A termés csonthéjas bogyó vagy szárnyas makk.

## Rovarkártevőik
- bengeboglárka (Celastrina argiolus),
- benge darázscincér (Clytus rhamni),
- varjútövis-araszoló (Triphosa dubitata).

## Nemzetségek
A családba az alábbi nemzetségcsoportokat és nemzetségeket sorolják:
Ampelozizipheae
- Ampelozizyphus Ducke

Bathiorhamneae
- Bathiorhamnus Capuron

Colletieae
- Adolphia Meisn.
- Colletia Comm. ex Juss.
- Discaria Hook.
- Kentrothamnus Suess. & Overkott
- Ochetophila Poepp. ex Reissek
- Retanilla (DC.) Brongn.
- Trevoa Miers ex Hook.

Doerpfeldieae
- Doerpfeldia Urb.

Gouanieae
- Alvimiantha Grey-Wilson
- Crumenaria Mart.
- Gouania Jacq.
- Helinus E.Mey. ex Endl.
- Johnstonalia Tortosa
- Pleuranthodes Weberb.
- Reissekia Endl.

Maesopsideae
- Maesopsis Engl.

Paliurieae
- Hovenia Thunb. – mazsolafa[1]
- Paliurus Mill. – tövisfa[1]
- Ziziphus Mill. – jujuba[1]

Phyliceae
- Nesiota† Hook.f.
- Noltea Rchb.
- Phylica L.
- Trichocephalus Brogn.

Pomaderreae
- Blackallia C.A.Gardner
- Cryptandra Sm.
- Papistylus Kellermann, Rye & K.R.Thiele
- Polianthon K.R.Thiele
- Pomaderris Labill.
- Serichonus K.R.Thiele
- Siegfriedia C.A.Gardner
- Spyridium Fenzl
- Stenanthemum Reissek
- Trymalium Fenzl

Rhamneae
- Auerodendron Urb.
- Berchemia Neck. ex DC.
- Berchemiella Nakai
- Condalia Cav.
- Frangula Mill. – kutyabenge
- Karwinskia Zucc.
- Krugiodendron Urb.
- Reynosia Griseb.
- Rhamnella Miq.
- Rhamnidium Reissek
- Rhamnus L. – benge
- Sageretia Brongn.
- Scutia (Comm. ex DC.) Brongn.

Ventilagineae
- Smythea Seem.
- Ventilago Gaertn.

incertae sedis
- Alphitonia Endl.
- Araracuara Fern.Alonso
- Ceanothus L. - táskacserje[1]
- Chaydaia Pit.
- Colubrina Rich. ex Brongn.
- Emmenosperma F.Muell.
- Hybosperma Urb.
- Lasiodiscus Hook.f.
- Schistocarpaea F.Muell.
- Talguenea Miers ex Endl.

## Fordítás
- Ez a szócikk részben vagy egészben a Rhamnaceae című angol Wikipédia-szócikk ezen változatának fordításán alapul.  Az eredeti cikk szerkesztőit annak laptörténete sorolja fel. Ez a jelzés csupán a megfogalmazás eredetét és a szerzői jogokat jelzi, nem szolgál a cikkben szereplő információk forrásmegjelöléseként.